# Ginóforo

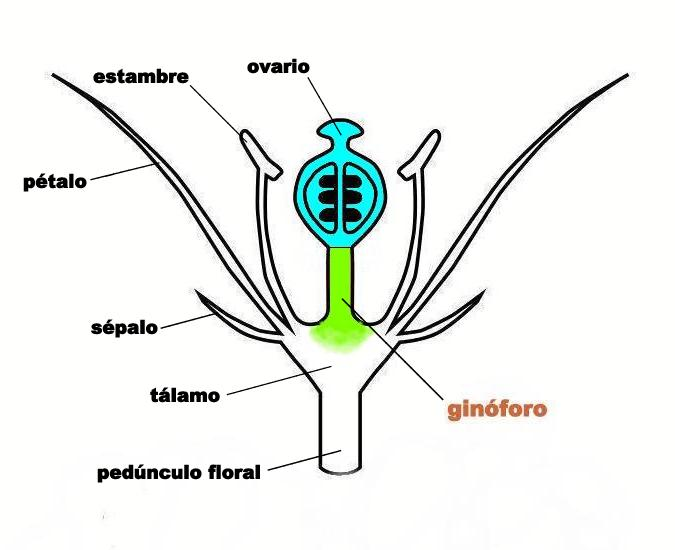
Diagrama de organización de una flor perfecta de planta superior con ginóforo.

En la anatomía de algunas flores de las Plantas superiores, por ejemplo, de la familia Capparaceae, el ginóforo es una prolongación pediculiforme del eje floral (tálamo) que soporta el gineceo.
El término ginopodio no es sinónimo, pues el ginóforo es parte integrante del tálamo, mientras el ginopodio lo es del ovario.
Cuando se emplea como adjetivo, ginóforo, -ra, indica que es relativo al gineceo; por ejemplo, herencia ginófora.